# سیما (نام کوچک)
سیما نامی مؤنث با ریشه‌ای در زبان‌های آرامی، عربی، فارسی و عبری  است. در زبان آرامی به معنای به معنای «رزق و روزی و معاش» یا «گنج و ذخیره» است، همچنین کوچک‌شدهٔ کلمهٔ «السِّیماء» است که در عربی به معنای «علامت، نشانه» است و کنایه از علامتی است که با آن خیر و شر شناخته می‌شوند.  در فارسی، به‌صورت تحت‌اللفظی به معنای «چهره، صورت» است و به‌طور ضمنی به معنای «صورت زیبا».  در هند، این نام معمولاً به صورت ‘Seema’ نوشته می‌شود و آن نیز نامی زنانه است. معنای آن در زبان هندی «مرز» یا «حد» است. این نام همچنین در زبان‌های یونانی و عبری نیز وجود دارد. در میان جوامع یهودی، نام سیما (به عبری: סִימָה) می‌تواند ریشه در عبری و آرامی داشته باشد که در آن به معنای «گنج» یا «ارزشمند» است، یا به‌عنوان نام مستعار برای فردی با نام سیمخا به کار می‌رود. 

## افراد دارای این نام
افراد سرشناس دارای نام سیما:
- سیما بینا: (۴ ژانویهٔ ۱۹۴۵) نوازندهٔ سنتی، آهنگساز، و نقاش ایرانی.
- سیما ولی: (۷ آوریل ۱۹۵۱ – ۲۲ سپتامبر ۲۰۱۷)  مدافع حقوق بشر افغان.
- سیما سامی بحوث: (۲۶ ژوئن ۱۹۵۶) دیپلمات و مدافع حقوق زنان اردنی.
- سیما سَمَر: (۳ فوریهٔ ۱۹۵۷) سیاستمدار، پزشک و فعال حقوق بشر افغان.
- سیما ضرغامی: (۱۵ دسامبر ۱۹۶۲) مدیر و کارآفرین ایرانی-آمریکایی.
- سیما تیرانداز: (۳۱ اوت ۱۹۷۰) بازیگر ایرانی.
- سیما ثابت: (۳۰ آوریل ۱۹۷۹) روزنامه‌نگار و مجری ایرانی.